# Dagnaudus petterdi
Dagnaudus petterdi är en kräftdjursart som först beskrevs av Grant 1905.  Dagnaudus petterdi ingår i släktet Dagnaudus och familjen Homolidae. Inga underarter finns listade i Catalogue of Life.